# Ankaraspor
Maillots
L'Ankaraspor Kulübü est un club de football turc basé à Ankara.

## Historique
- 1978 : fondation du club le 21 mars sous le nom d'Ankara BS.
- 1994 : le club se fait appeler Ankara BB.
- 1998 : changement de nom en Ankaraspor.
- 2005 : le club se nomme Ankara Spor A.Ş.
- 2009 : disparition du club durant le championnat 2009/2010
- 2011 : reformation du club.
- 2013 : le club intègre pour la saison 2013/2014 le championnat de Turquie D2.
- 2014 : le club prend le nom d'Osmanlıspor.
- 2015 : le club remonte en Spor Toto Süper Lig.
- 2016 : le club termine 5e du championnat et se qualifie pour la Ligue Europa.
- 2020 : le club prend le nom d'Ankaraspor Kulübü.

## Logo

-2009
2005-2014
2014-2020
depuis 2020

## Joueurs et personnalités du club

### Entraîneurs
Le tableau suivant présente la liste des entraîneurs du club depuis 1997.
| Rang | Nom              | Période               |
| ---- | ---------------- | --------------------- |
| 1    | Bülent Topuzoğlu | janv. 1997-juin 1997  |
| 2    | Müjdat Yalman    | sept. 1997-avr. 1998  |
| 3    | Bülent Topuzoğlu | juil. 1999-déc. 1999  |
| 4    | Sinan Engin      | déc. 1999-févr. 2000  |
| 5    | ?                | févr. 2000-juil. 2001 |
| 6    | Mesut Demir      | juil. 2001-janv. 2002 |
| 7    | ?                | janv. 2002-mai 2002   |
| 8    | Muharrem Uğur    | juin 2002-juin 2003   |

| Rang | Nom            | Période              |
| ---- | -------------- | -------------------- |
| 9    | ?              | juin 2003-oct. 2003  |
| 10   | Reha Kapsal    | oct. 2003-juin 2004  |
| 11   | Samet Aybaba   | juil. 2004-nov. 2005 |
| 12   | Rıza Çalımbay  | nov. 2005-janv. 2006 |
| 13   | Giray Bulak    | janv. 2006-mai 2006  |
| 14   | Aykut Kocaman  | juin 2006-oct. 2007  |
| 15   | Hikmet Karaman | oct. 2007-mars 2008  |
| 16   | Safet Sušić    | mars 2008-mai 2008   |

| Rang | Nom                 | Période               |
| ---- | ------------------- | --------------------- |
| 17   | Aykut Kocaman       | mai 2008-juin 2009    |
| 18   | Jürgen Röber        | juil. 2009-déc. 2009  |
| 19   | ?                   | déc. 2009-août 2013   |
| 20   | Osman Özköylü       | août 2013-déc. 2014   |
| 21   | Yılmaz Vural        | déc. 2014-janv. 2015  |
| 22   | Uğur Tütüneker      | janv. 2015-juil. 2015 |
| 23   | Mustafa Reşit Akçay | juil. 2015-juin 2017  |
| 24   | Bülent Uygun        | juin 2017-sep. 2017   |
| 25   | Buz Irfan           | sep. 2017             |

### Joueurs emblématiques
- Hakan Arıkan
- Volkan Arslan
- Emre Aşık
- Necati Ateş
- Ramazan Tunç
- Gökhan Ünal
- Gökçek Vederson
- Uğur Boral
- Hürriyet Gücer
- Özer Hurmacı
- Ümit Karan
- Ersen Martin
- Mustafa Sarp
- Yusuf Şimşek
- Richard Kingson
- Hamílton
- Radoslav Batak
- Dragoslav Jevrić
- Madiou Konaté
- Roguy Méyé
- Neca
- Antonio de Nigris
- Adam Petrouš
- Fredrik Risp
- Štefan Senecký
- Tita